# بكورية مصرية
البكورية المصرية نوع نباتي يتبع جنس البكورية من الفصيلة النجمية.